# Aïn Savra
Aïn  Savra è un comune della Mauritania situato nella regione di Adrar. Fa parte del dipartimento di Chinguetti e nel censimento della popolazione del 2000 contava 1.993 abitanti .